# Татко Барба
Барбарон пренасочва насам.  За владетеля на крепостта Ламброн в Киликийска Армения вижте Константин Барбарон.
„Татко Барба“ (Barbapapa) е името на поредица рисувани детски книжки, комикси и анимационни филмчета за семейството барбарони – причудливи разноцветни същества, които умеят да приемат различни форми.

## История
Идеята на илюстраторите Анет Тизон (Annette Tison) и Талас Тейлър (Talus Taylor) се ражда през 1970 година и книжката им получава висока оценка от британските литературни критици и на Панаира на книгата в Болоня през същата година. Водещи издатели от Франция, Германия, Италия и други страни я включват в каталозите си. Анет и Талас живеят в Париж, когато създават книгата за барбароните и книгите първоначално са били написани на френски език, като barbe à papa буквално означава татковата брада и се ползва за познатия в българския език продукт захарен памук. Сериите са преведени на над 30 езика, като на български – в превод от немски и английски – се появяват през 1986 година, издадени от издателство „Отечество“, с преводачи Елисавета Кузманова и Александър Шурбанов. Първото анимационно филмче за барбароните е създадено през 1975 година. Телевизионната поредица от къси петминутни филмчета е излъчена в повече от 40 страни по света.

## Герои
Семейство Барба се състои от големия розов Татко Барба, черната Мама Барба и седемте им деца:
- Барбалала (Barbalala) – зелена, обича музиката
- Барбалена (Barbalib, Barbotine) – оранжева, обича книгите
- Барбарела (Barbabelle) – лилава, обича да се гизди
- Барбарири (Barbazoo, Barbidou) – жълт, обича животните, познава времето
- Барбадей (Barbabright, Barbibul) – син, обича науката: химия, астрономия, физика
- Барбадан (Barbabravo, Barbidur) – червен, обича да спортува
- Барбалячо (Barbabeau, Barbouille) – черен и рошав, обича да рисува

В някои от книжките и филмчетата, герои са и момиченцето Лоте и момченцето Щефан (във френската версия: Клодин и Франсоа).
Барбароните са изключително добронамерени. От всяко затруднение намират винаги най-елегантния и миролюбив изход благодарение на способността си да се преобразяват.

## Произход
Вдъхновението за Татко Барба е резултат на ситуация в Люксембургската градина в Париж. Докато се разхожда с Анет Тизон, Талас Тейлър дочува дете да казва на родителите си „Baa baa baa baa“ (Баа баа баа баа). Понеже не говори френски, той пита Тизон какво означават думите. Тя му обяснява, че детето иска лакомство (на френски La barbe à papa е известният в България захарен памук). По-късно в един ресторант, двойката Анет и Талас започват да чертаят и стигат до създаването на героя, вдъхновен от лакомството: розовия и заоблен Татко Барба и естествено името му е сходното с чутите звуци на френски Barbapapa – Барба татко.

## В България
В България сериалът започва излъчване по Първа програма на Българската телевизия през 1984 г., а в средата на 1990-те години е излъчван в обновения Канал 1 на Българската национална телевизия. В дублажа участва Васил Бъчваров.